# Salvatore Muratore
Salvatore Muratore (ur. 28 grudnia 1946 w Campobello di Licata) – włoski duchowny katolicki, biskup Nicosii w latach 2009-2022.

## Życiorys

### Prezbiterat
Święcenia kapłańskie otrzymał 17 maja 1970 i został inkardynowany do diecezji Agrigento. Przez wiele lat pracował jako duszpasterz kilku parafii w Agrigento, zaś od 2001 był kapelanem instytutu Córek Maryi Wspomożycielki. Pełnił także funkcje m.in. wykładowcy seminarium, wikariusza biskupiego ds. życia konsekrowanego i posługi duchowieństwa oraz (od 1998) wikariusza generalnego.

### Episkopat
22 stycznia 2009 papież Benedykt XVI mianował go biskupem ordynariuszem diecezji Nicosia. Sakry biskupiej 25 marca 2009 udzielił mu w katedrze w Agrigento arcybiskup Carmelo Ferraro. Trzy dni później odbył się ingres do katedry w Nicosii.
23 kwietnia 2022 papież Franciszek przyjął jego rezygnację w funkcji biskupa diecezjalnego.